# 梓渝
梓渝（ズー・ユー、2002年7月6日 - ）、本名鄭朋（チェン・ポン）は、中国の歌手および俳優。中国江蘇省連雲港市出身。2025年現在、北京現代音楽研修学院の演技科に在学中。

## 経歴
2002年、江蘇省連雲港市で生まれ。後に北京現代音楽学院に進学した。在学中にスカウトマンに偶然見出され、エンターテインメント会社花開半夏（ホアカイバンシア）の練習生として契約した。
2019年5月28日に正式にアーティスト契約を締結。夢を叶えるため、梓渝は学校と練習室を行き来する日々を送り、深夜まで練習室でトレーニングに励むことも多かったといわれる。
2020年6月26日、花開半夏の練習生として、Youkuの男性アイドルグループ育成オーディション番組『少年之名 』に参加した。しかし、最終的なグループデビューは叶わなかった。
同年9月19日には、同じくYoukuで放送されたファッション玩具バラエティ番組『欧皇駕到』に出演した。
2021年1月には、花開半夏の練習生として、iQiyi制作の男性アイドルグループ育成オーディション番組『青春有你3』に参加しましたが、ここでも最終グループデビューは果たせませんでした。
同年2月8日には、iQiyiでゲームチャレンジ型のミニバラエティ番組『花開的少年們』が放送された。
2021年6月25日、梓渝は正式にグループ光合少年に加入し、正式にデビューした。
2022年8月25日に最初のテレビドラマ『将軍在下』の撮影が始まったことから始まり、この作品で蕭絆役を演じた。
2022年12月8日、梓渝はグループのリーダーである鄭星源から長期間にわたっていじめを受けていたことが報じられた。同年12月10日、所属事務所である花開半夏文化伝媒は、いじめの疑惑について「デマである」と否定する声明を発表した。しかしその後、梓渝がファンを慰める音声が公開された。
12月23日には、梓渝は花開半夏文化伝媒との契約解除について話し合いを始めた。2023年1月8日、花開半夏文化伝媒は、事前の協議なしに、梓渝に個人荷物をまとめて14日までに杭州へ引っ越すよう要求した。1月9日、梓渝はいじめ事件について自身の声明を発表し、鄭星源に殴られたことを認め、会社に対して訴訟を起こし、契約解除を進めることを表明した。
最終的に契約解除は成功したものの、梓渝は60万元の違約金を5年かけて返済しなければならなかった。契約解除後、彼は一時的に経済的困窮に陥り、アパレル店員としてのアルバイトや、フリーランスの仕事で生計を立てていた。生活は非常に苦しく、100元以下の物しか買えないほどで、通勤も徒歩か自転車に頼らざるを得ない状況であった。
2025年にはテレビドラマ『逆愛』が公開され、この作品を通じて梓渝は広く評価され、俳優としての地位を確立した。